# 小行星5014
小行星5014（5014 Gorchakov）是一颗绕太阳运转的小行星，为主小行星带小行星。该小行星于1974年9月发现。

## 轨道参数
小行星5014的轨道半长轴为3.1714564 UA，离心率为0.228。